# 枕草子
《枕草子》（／ Makura no Sōshi）是日本平安时代的女作家清少納言的隨筆散文集。《枕草子》的内容，主要是对日常生活的观察和随想，取材範圍極廣。包含四季、自然景象、草木和一些身邊瑣事，也記述了她在宮中所見的節會、所見到的男女之情，以及生活的感觸、個人的品味好惡等。

## 評價
《枕草子》以断片式的寥寥数语，文字清淡而有意趣。常以「某以某為佳」這類的句子，來說明自己的喜好，有時作者會對此加以解釋，有時則否，僅簡單的列出一串事物。其文筆簡勁而犀利，日本文學界推此為隨筆文學之典範。有人認為此係受唐代李義山《雜纂》之影響。
紫式部曾在她的《紫式部日記》裡批評過清少納言的文風，文學界也常拿本書與紫式部的《源氏物語》相比較。此二書並列為平安時代文學作品之雙璧，並視兩作者為文學史上兩大才媛。

## 版本
《枕草子》一書在成書以後，就有不同版本出現，至今傳世的主要有四種：能因本、三卷本、前田本和堺本。中文译本以周作人、林文月兩個译本最受人注目。

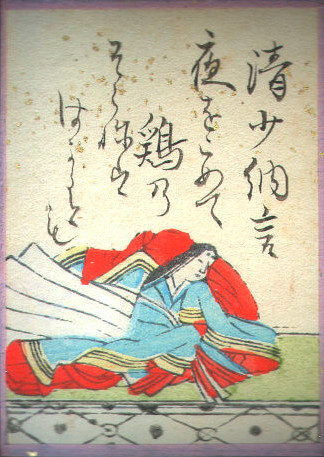
百人一首纸牌，清少納言像
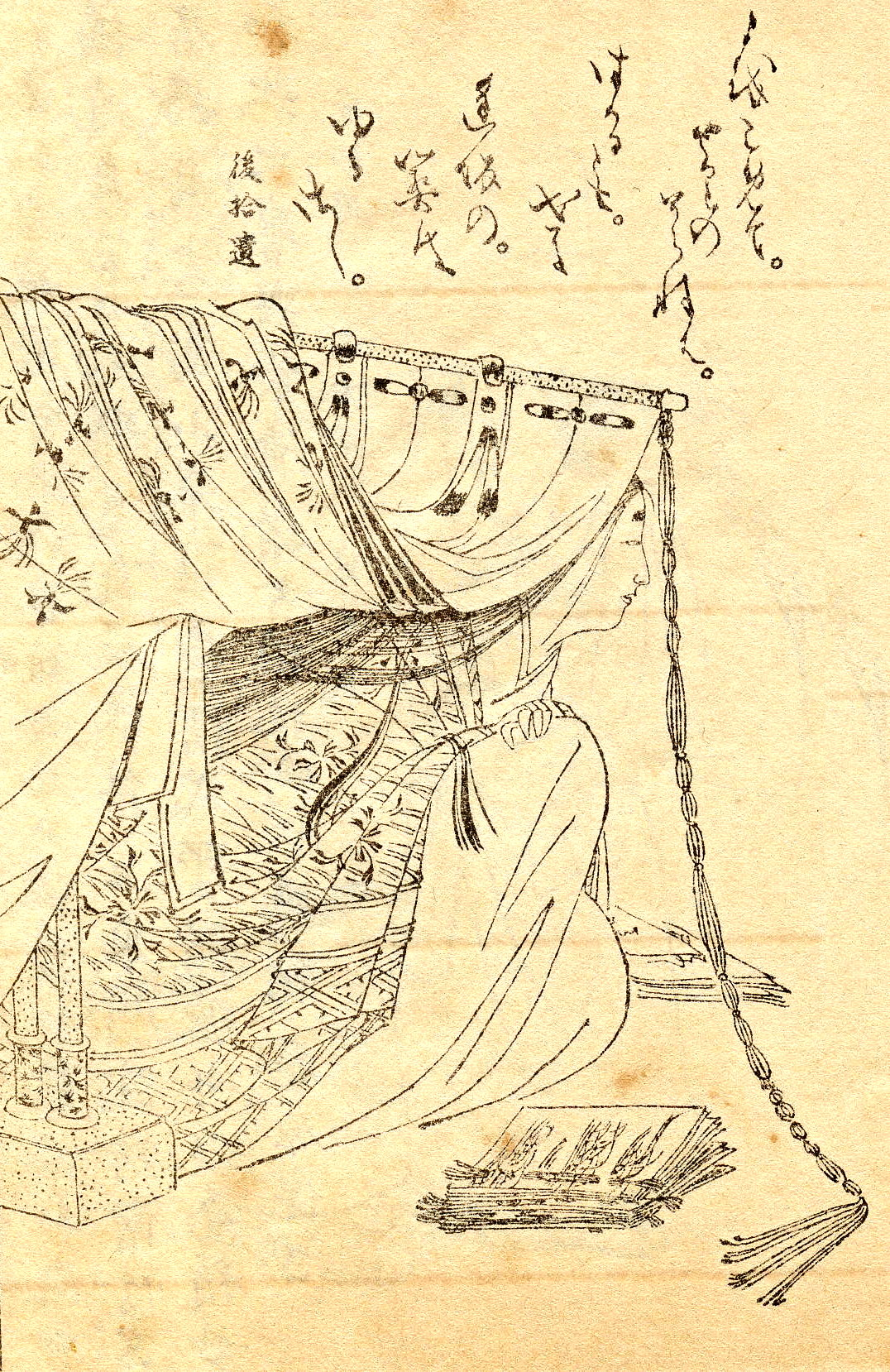
菊池容斋绘清少納言像
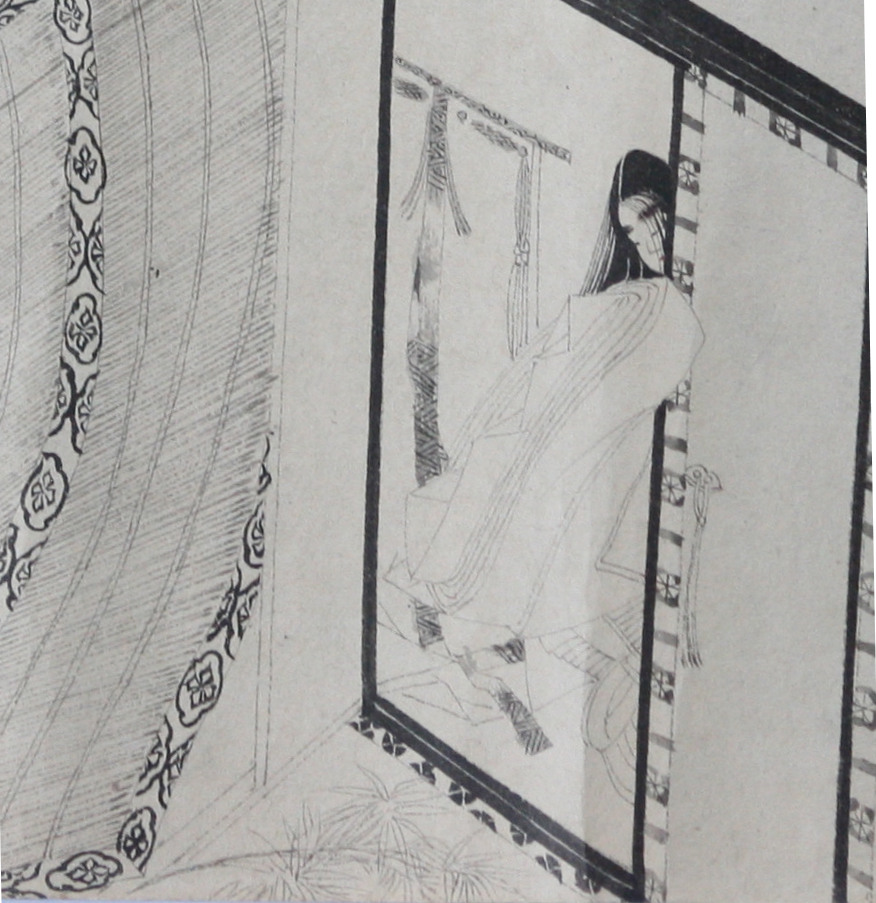
枕草子繪卷，部分，鎌倉時代
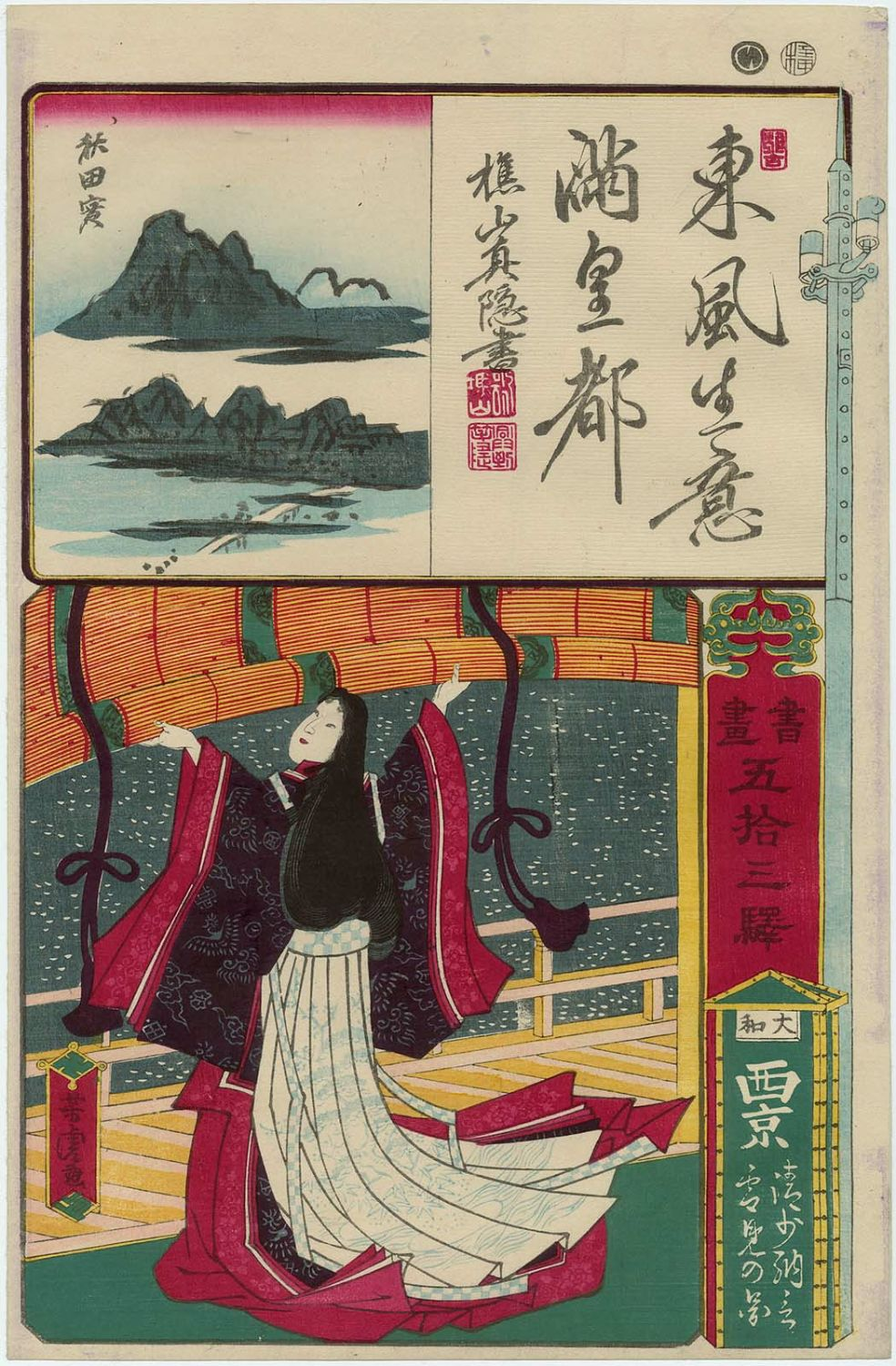
香炉峰雪拨帘看

## 書名的議題
「枕草子」亦可寫為「枕草紙」或「枕冊子」。這個書名其實非作者所題，而是後人所取，在平安時代並不見此書稱謂。其後則有「清少納言」、「清少納言記」、「清少納言抄」、「清少納言枕草子」、「清少納言枕」、「枕草子」等不同稱謂。約在室町時代以前，書名並未統一。
「枕草子」其實本來僅是個普通名詞。其中的「草子」，為「卷」、「冊子」之意。又由於日語拼音文字的特性，取漢字名稱時可能產生多種同音異字的情況，所以也有「草紙」、「雙紙」或「雙子」的記法。至於「枕」字之意，則眾說紛紜，有些解釋如下：
1. 備忘錄之意。
2. 珍貴而不願示人之物。
3. 日語的；因枕詞為詩文中心，故以「枕草子」稱其詩文集。
4. 枕頭。

## 相關作品
英国编剧、导演Peter Greenaway另有电影作品《枕边禁书》，片名来自《枕草子》的英文译名The Pillow Book，1996年出品。